# Focus Entertainment
Focus Entertainment és una societat francesa independent d'edició i de distribució de videojocs.

## Història
Creada el 1996, la companyia té la seu a Pantin, prop de París.
Després d'haver editat i distribuït el programari de creació musical «eJay», Focus Home Interactive es fa editor i distribuïdor de videojocs el 2000. Al començament dels anys 2000, Focus va tenir diversos èxits, distribuint a França centenars de milers de còpies de llicències per a PC de jocs com Cossacks i Sudden Strike.
Posteriorment, l'empresa descobreix i va llançar diversos títols originals que han estat ben rebuts com la sèrie de jocs d'aventura Runaway, Cycling Manager o el joc de curses TrackMania. En els darrers anys, la companyia publica i distribueix una part dels seus títols a diversos territoris a Europa i al món. També edita digitalment per a productes específics.
El 6 de setembre de 2021, Focus Home Interactive va canviar el seu nom per Focus Entertainment.

## StarForce
Focus és igualment reputada per utilitzar regularment el polèmic sistema de protecció anticòpia StarForce en els seus jocs.